# Eilema lutescens
Eilema lutescens är en fjärilsart som beskrevs av Rothschild 1912. Eilema lutescens ingår i släktet Eilema och familjen björnspinnare. Inga underarter finns listade i Catalogue of Life.